# خوران
خوران، روستایی از توابع بخش مرکزی شهرستان طالقان در استان البرز است. 
این روستا در دهستان پایین‌طالقان ابتدای راه عمومی قزوین به طالقان این روستا در منطقۀ سردسیر و کوهستانی قرار دارد. آب این روستا از چشمه تأمین می‌گردد. شغل اهالی زراعت و کرباس‌ بافی می‌باشد.
مردمش به طبع دیگر مناطق طالقان تات‌زبان هستند.

## محصولات
غلات، گردو و میوه‌های سردسیری از محصولات این روستا می‌باشد.

## صنایع دستی
کرباس از صنایع دستی این روستا می‌باشد.